# Henrik I. Krški
Henrik († 3. oktober 1174) je bil kot Henrik I.  za škofa v Krški škofiji postavljen s strani metropolitanske knezoškofije  Salzburg. Njegov teritorij je zajemal takratno Vojdovino Koroško, ki v grobem ustreza ozemlju današnje Koroške.
Henrik je bil opat v Benediktinskem samostanu sv. Petra v Salzburgu. Za krškega škofa ga je imenoval leta 1167 nadškof  Konrad II., ki ga je leta 1168 v Brežah tudi posvetil. Njegovo poreklo ni znano. 
Vladanje škofa Henrika je padlo v čas razkola med papežem in cesarjem (investiturni boj). Oglejski patriarh Ulrik je poskusil pridobiti salzburškega nadškofa v proti-cesarsko zavezništvo. Vendar pa je ta v soglasju s krškim škofom poslal sporočilo, da je bil ravno takrat cesar nagnjen k spravi s papežem Aleksandrom III.. Nadškof Konrad je umrl leta 1168 in njegov naslednik Adalbert Češki je bil tudi zagovornik papeža. 1169 je bil Henrik soposvečevalec nadškofa Adalberta.
Leta 1170 je bil rimsko-nemški cesar Friderik I. v  Brežah in se je tudi srečal s škofom Henrikom, da bi ga pritegnil na svojo stran. V ta namen je podelil krški škofiji pomembno darilno listino za rudnike, ki so bili predtem rezervirani za salzburške nadškofijo. Ker je salzburški nadškof svoje insignije v letu 1169 prepustil cesarju, je bil cesar formalno pristojen za to daritev. Ta kratkoročni status Krke se je končal s koncem razkola pod Henrikovim naslednikom. 1172 je papež imenoval Henrika za generalnega vikarja v Salzburgu. Leta 1176 je vsem prelatom salzburške nadškofije ukazal pokorščino nadškofu Adalbertu in zagrozil s prekletstvom tistim, ki bi se ne izognili cesarjevim glasnikom.
Škof Henrik je med letoma 1170 in 1173 (natančen datum ni znan) ustanovil Kartuzijanski samostan Jurklošter in sicer na ozemlju t. i. marke, ki ga je krška škofija pridobila po ukinitvi samostana, ta pa od svoje ustanoviteljice in zaščitnice Svete Eme Krške. Henrik je del te posesti - grad in gospostvo Lemberg podelil v fevd Gebhardu II. Žovneškemu, ki se je občasno tudi imenoval po tem gradu.
Henrik je bival v poletnih mesecih večinoma v letni rezidenci krških škofov na prelazu Blatnica (nem. Flattnitz) in zgradil lokalno cerkev posvečeni Janezu Krstniku. Škof Henrik je nadaljeval z dograjevanjem Bazilike v Krki (katedrale) in dočakal izgradnjo kripte s stotimi stebri, kamor je dal leta 1174 prekopati ostanke  Svete Eme Krške iz bližnjega benediktinskega samostana.
Na zasedanju cesarskega dvora v Regensburgu leta 1174 je briksenški škof Richer s soglasjem krškega škofa Henrika I. odstavil Adalberta in za novega nadškofa imenoval prošta Henrika I. v samostanu Berchtesgaden. Nadškof Adalbert pa je potem oba škofa izobčil. Kmalu po izobčenju je škof Henrik I. 3. oktobra 1174 umrl. Administratorji samostana Sv. Petra niso smeli za svojega sobrata opraviti maše zadušnice in so se na nadškofa obrnili s prošnjo, da umrlemu odpusti in mu podeli odvezo.
V Krški škofiji umrlega Henrika nasledi novi škof Roman II. Lipniški.